# Eduard von Steinaecker

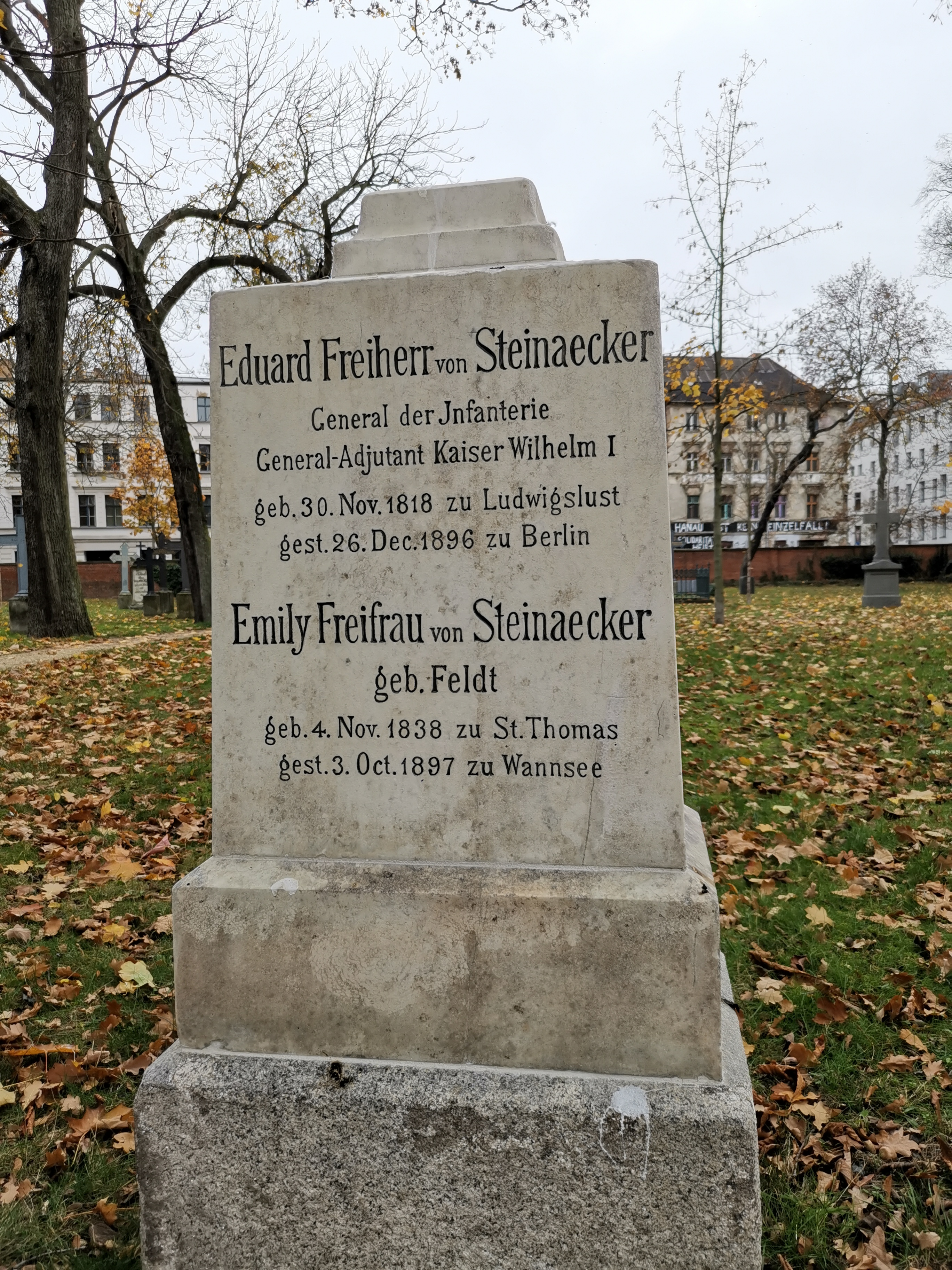
Grab auf dem Alten Garnisonsfriedhof in Berlin-Mitte

Heinrich Helmuth Otto Eduard Bruno Freiherr von Steinaecker (* 30. November 1818 in Ludwigslust; † 26. Dezember 1896 in Charlottenburg) war ein preußischer General der Infanterie.

## Leben

### Herkunft
Eduard war ein Sohn des preußischen Oberst Franz Christian von Steinaecker (1780–1822) und dessen Ehefrau Adelheid, geborene von Wolff (1787–1875).

### Militärkarriere
Steinaecker besuchte die Kadettenhäuser in Potsdam und Berlin. Anschließend wurde er am 18. August 1836 als Portepeefähnrich dem 7. Infanterie-Regiment der Preußischen Armee überwiesen und avancierte bis Ende September 1839 zum Sekondeleutnant. Von April 1845 bis Anfang Februar 1846 war Steinaecker zum 5. kombinierten Reserve-Bataillon und anschließend für ein Jahr als Erzieher zum Kadettenhaus Wahlstatt kommandiert. Der dortige Kommandeur Wilhelm von Chappuis beurteilte ihn zwar positiv, bemängelte jedoch seine Kränklichkeit. Da dieser Zustand von Dauer war, erhielt Steinaecker im Laufe seiner langen Militärkarriere auch kein höheres Kommando.
Nach einer Verlängerung um ein weiteres Jahr folgte seine Kommandierung an die Liegnitzer Ritterakademie. Mit seiner Ernennung zum Regimentsadjutanten kehrte Steinaecker Anfang Februar 1850 in den Truppendienst zurück. Bei der Mobilmachung anlässlich der Herbstkrise 1850 kommandierte man ihn zum Oberkommando der unter dem Oberbefehl des Prinzen Wilhelm von Preußen stehenden mobilen Armee. Ende Januar 1851 wurde Steinaecker dann dessen Adjutant beim Generalgouvernement am Rhein und in Westfalen. In dieser Stellung stieg er bis Mitte August 1856 zum Hauptmann auf, wurde Mitte Oktober 1858 dem 7. Infanterie-Regiment aggregiert und zum Adjutanten des Prinzregenten ernannt. Am 22. März 1860 folgte unter Beförderung zum Major die Ernennung zum persönlichen Adjutanten des Prinzregenten. Nach dem Tod von König Friedrich Wilhelm IV. und der Thronbesteigung von Wilhelm I. wurde Steinaecker zu dessen Flügeladjutanten ernannt. In dieser Eigenschaft avancierte er Ende März 1864 zum Oberstleutnant und erhielt im August 1864 das Komturkreuz des Verdienstordens vom Heiligen Michael sowie im September 1865 des Verdienstordens der Bayerischen Krone. Unter Belassung in seiner Stellung als Flügeladjutant übertrug man Steinaecker am 20. Mai 1866 das Kommando über die Schloßgarde-Kompanie und beförderte ihn am 8. Juni 1866 zum Oberst. Im gleichen Jahr nahm er während des Krieges gegen Österreich im Großen Hauptquartier an der Schlacht bei Königgrätz teil.
Nach dem Friedensschluss wurde Steinaecker mit dem Kronenorden II. Klasse mit Schwertern ausgezeichnet und Anfang Dezember 1866 zusätzlich zum Mitglied der General-Ordenkommission berufen. Mit Beginn des Krieges gegen Frankreich zum Generalmajor und General à la suite des Königs befördert, nahm er 1870 im Großen Hauptquartier an der Schlacht bei Gravelotte und der Belagerung von Paris teil. Dafür wurde Steinaecker mit dem Eisernen Kreuz II. Klasse und dem Ritterkreuz des Königlichen Hausordens von Hohenzollern mit Schwertern ausgezeichnet.
Unter Belassung als General à la suite des Kaisers wurde er am 4. November 1875 mit Patent vom 28. Oktober 1875 zum Generalleutnant befördert und Ende Januar 1876 von seiner Stellung als Kommandeur der Schloßgarde-Kompanie entbunden. Zwei Jahre später erfolgte seine Ernennung zum Generaladjutanten des Kaisers. Als solcher verlieh ihm Wilhelm I. am 1. Januar 1882 den Roten Adlerorden I. Klasse mit Eichenlaub und dem Emailleband des Kronenordens. Zusätzlich ernannte er ihn am 20. Juni 1882 zum Präses der General-Ordens-Kommission, die ihren Sitz im Berliner Schadowhaus hatte. Unter Belassung in seiner Stellung als Generaladjutant wurde Steinaecker am 14. April 1884 mit dem Charakter als General der Infanterie mit Pension zur Disposition gestellt. Er beging Mitte August 1886 sein 50-jähriges Dienstjubiläum und erhielt in Würdigung seiner langjährigen Verdienste das Großkomturkreuz des Königlichen Hausordens von Hohenzollen. Nach dem Tod von Wilhelm I. trat Steinaecker als Generaladjutant zu dessen Nachfolger Friedrich III. über und sollte ab Dezember 1888 in den Ranglisten der Armee als Generaladjutant weiland Kaiser Wilhelm I. geführt werden. 
Eduard von Steinaecker verstarb am 26. Dezember 1896 im Alter von 78 Jahren in Charlottenburg und wurde am 29. Dezember 1896 auf dem Alten Garnisonfriedhof an der Linienstraße in Berlin beigesetzt. Die mehrfach gesockelte Grabstele ist erhalten geblieben, ein aufgesetztes Kreuz ging indes verloren.

### Familie
Steinaecker hatte sich am 30. November 1860 in Hamburg mit Emily Feldt (1838–1897) verheiratet. Aus der Ehe gingen folgende Kinder hervor:
- Eduard (* 1861)
- Elisabeth (* 1863) ⚭ Hans von Wrochem, preußischer Generalleutnant
- Walther (* 1863), preußischer Oberstleutnant, Rechtsritter des Johanniterordens ⚭ 1918 Christine Adele Hünlingshof (* 1880)